# Peter Schilling/Diskografie
Diese Diskografie ist eine Übersicht über die musikalischen Werke des deutschen Musikers Peter Schilling und seine Veröffentlichungen unter seinem bürgerlichen Namen Pierre Schilling. Den Quellenangaben und Schallplattenauszeichnungen zufolge hat er bisher mehr als 6,3 Millionen Tonträger verkauft. Seine erfolgreichste Veröffentlichung ist die Single Major Tom (völlig losgelöst) mit über sechs Millionen verkauften Einheiten. Diese avancierte alleine in Deutschland zum Millionenseller, womit sie zu den meistverkauften Singles des Landes der 1980er-Jahre sowie zu den meistverkauften Liedern der Neuen Deutschen Welle zählt.

## Alben

### Studioalben
| Jahr | Titel Musiklabel                                                         | Höchstplatzierung, Gesamtwochen/‑monate, AuszeichnungChartplatzierungen (Jahr, Titel, Musiklabel, Platzierungen, Wochen/Monate, Auszeichnungen, Anmerkungen) | Höchstplatzierung, Gesamtwochen/‑monate, AuszeichnungChartplatzierungen (Jahr, Titel, Musiklabel, Platzierungen, Wochen/Monate, Auszeichnungen, Anmerkungen) | Höchstplatzierung, Gesamtwochen/‑monate, AuszeichnungChartplatzierungen (Jahr, Titel, Musiklabel, Platzierungen, Wochen/Monate, Auszeichnungen, Anmerkungen) | Höchstplatzierung, Gesamtwochen/‑monate, AuszeichnungChartplatzierungen (Jahr, Titel, Musiklabel, Platzierungen, Wochen/Monate, Auszeichnungen, Anmerkungen) | Höchstplatzierung, Gesamtwochen/‑monate, AuszeichnungChartplatzierungen (Jahr, Titel, Musiklabel, Platzierungen, Wochen/Monate, Auszeichnungen, Anmerkungen) | Anmerkungen                                               |
| Jahr | Titel Musiklabel                                                         | DE | AT | CH | UK | US | Anmerkungen                                               |
| ---- | ------------------------------------------------------------------------ | --- | --- | --- | --- | --- | --------------------------------------------------------- |
| 1982 | Fehler im System auch bekannt als: Error in the System WEA Records (WMG) | DE2 Gold · (35 Wo.)DE | AT4 (2½ Mt.)AT | — | — | US61 (13 Wo.)US | Erstveröffentlichung: 4. Oktober 1982 Verkäufe: + 350.000 |
| 1984 | 120 Grad auch bekannt als: Things to Come WEA Records (WMG)              | DE62 (1 Wo.)DE | — | — | — | — | Erstveröffentlichung: 19. Oktober 1984                    |
| 1993 | Geheime Macht WEA Records (WMG)                                          | — | — | — | — | — | Erstveröffentlichung: 1993                                |
| 2003 | Raumnot 6 vs. 6 DA Music (DA)                                            | — | — | — | — | — | Erstveröffentlichung: 29. September 2003                  |
| 2004 | Zeitsprung DA Music (DA)                                                 | — | — | — | — | — | Erstveröffentlichung: 8. November 2004                    |
| 2005 | Delight Factor Wellness DA Music (DA)                                    | — | — | — | — | — | Erstveröffentlichung: 18. November 2005                   |
| 2006 | Das Prinzip Mensch DA Music (DA)                                         | — | — | — | — | — | Erstveröffentlichung: 5. Mai 2006                         |
| 2007 | Emotionen sind männlich Selbstverlag (Edel)                              | — | — | — | — | — | Erstveröffentlichung: 14. September 2007                  |
| 2010 | Neu & Live 2010 Selbstverlag (Edel)                                      | — | — | — | — | — | Erstveröffentlichung: 3. September 2010                   |
| 2014 | DNA Selbstverlag (Sony)                                                  | — | — | — | — | — | Erstveröffentlichung: 26. September 2014                  |
| 2021 | Vis viva Membran Records (Sony)                                          | — | — | — | — | — | Erstveröffentlichung: 15. Januar 2021                     |

grau schraffiert: keine Chartdaten aus diesem Jahr verfügbar

### Kompilationen
| Jahr | Titel Musiklabel                                                | Höchstplatzierung, Gesamtwochen, AuszeichnungChartplatzierungen (Jahr, Titel, Musiklabel, Platzierungen, Wochen, Auszeichnungen, Anmerkungen) | Höchstplatzierung, Gesamtwochen, AuszeichnungChartplatzierungen (Jahr, Titel, Musiklabel, Platzierungen, Wochen, Auszeichnungen, Anmerkungen) | Höchstplatzierung, Gesamtwochen, AuszeichnungChartplatzierungen (Jahr, Titel, Musiklabel, Platzierungen, Wochen, Auszeichnungen, Anmerkungen) | Höchstplatzierung, Gesamtwochen, AuszeichnungChartplatzierungen (Jahr, Titel, Musiklabel, Platzierungen, Wochen, Auszeichnungen, Anmerkungen) | Höchstplatzierung, Gesamtwochen, AuszeichnungChartplatzierungen (Jahr, Titel, Musiklabel, Platzierungen, Wochen, Auszeichnungen, Anmerkungen) | Anmerkungen                             |
| Jahr | Titel Musiklabel                                                | DE | AT | CH | UK | US | Anmerkungen                             |
| ---- | --------------------------------------------------------------- | --- | --- | --- | --- | --- | --------------------------------------- |
| 1989 | The Different Story (World of Lust and Crime) WEA Records (WMG) | — | — | — | — | — | Erstveröffentlichung: 4. April 1989     |
| 1998 | Das Beste von Peter Schilling WEA Records (WMG)                 | — | — | — | — | — | Erstveröffentlichung: 31. August 1998   |
| 1999 | Von Anfang an … bis jetzt. WEA Records (WMG)                    | DE87 a (2 Wo.)DE | — | — | — | — | Erstveröffentlichung: 3. August 1999    |
| 2006 | Tauch mit mir … in eine neue Zeit DA Music (DA)                 | — | — | — | — | — | Erstveröffentlichung: 8. September 2006 |
| 2013 | Supreme Collector’s Edition DA Music (DA)                       | — | — | — | — | — | Erstveröffentlichung: 11. Januar 2013   |
| 2019 | Willkommen in der Zukunft DA Music (DA)                         | — | — | — | — | — | Erstveröffentlichung: 15. November 2019 |
| 2023 | Coming Home – 40 Years of Major Tom Warner Music (WMG)          | DE21 (2 Wo.)DE | — | — | — | — | Erstveröffentlichung: 24. März 2023     |
| 2023 | Durch Raum und Zeit DA Music (DA)                               | — | — | — | — | — | Erstveröffentlichung: 31. März 2023     |

### Remixalben
| Jahr | Titel Musiklabel            | Anmerkungen                        |
| ---- | --------------------------- | ---------------------------------- |
| 2004 | Retrospektive DA Music (DA) | Erstveröffentlichung: 7. Juni 2004 |

### EPs
| Jahr | Titel Musiklabel                  | Anmerkungen                         |
| ---- | --------------------------------- | ----------------------------------- |
| 2022 | Dimensions Selbstverlag (Aviator) | Erstveröffentlichung: 1. April 2022 |

## Singles

### Als Leadmusiker
| Jahr                 | Titel Album                                                                                        | Höchstplatzierung, Gesamtwochen/‑monate, AuszeichnungChartplatzierungen (Jahr, Titel, Album, Platzierungen, Wochen/Monate, Auszeichnungen, Anmerkungen) | Höchstplatzierung, Gesamtwochen/‑monate, AuszeichnungChartplatzierungen (Jahr, Titel, Album, Platzierungen, Wochen/Monate, Auszeichnungen, Anmerkungen) | Höchstplatzierung, Gesamtwochen/‑monate, AuszeichnungChartplatzierungen (Jahr, Titel, Album, Platzierungen, Wochen/Monate, Auszeichnungen, Anmerkungen) | Höchstplatzierung, Gesamtwochen/‑monate, AuszeichnungChartplatzierungen (Jahr, Titel, Album, Platzierungen, Wochen/Monate, Auszeichnungen, Anmerkungen) | Höchstplatzierung, Gesamtwochen/‑monate, AuszeichnungChartplatzierungen (Jahr, Titel, Album, Platzierungen, Wochen/Monate, Auszeichnungen, Anmerkungen) | Anmerkungen                                                                      |
| Jahr                 | Titel Album                                                                                        | DE | AT | CH | UK | US | Anmerkungen                                                                      |
| -------------------- | -------------------------------------------------------------------------------------------------- | --- | --- | --- | --- | --- | -------------------------------------------------------------------------------- |
| als Pierre Schilling | | | | | | |                                                                                  |
|                      | | | | | | |                                                                                  |
| 1976                 | Träume sind mehr –                                                                                 | — | — | — | — | — | Erstveröffentlichung: 1976                                                       |
| 1979                 | Gib her das Ding! –                                                                                | — | — | — | — | — | Erstveröffentlichung: 1979                                                       |
| 1980                 | Heut’ ist was los auf der Autobahn –                                                               | — | — | — | — | — | Erstveröffentlichung: 1980 Original: Sunrise – Don’t Let Me Stand on the Outside |
| 1981                 | Lied an Dich (Ich glaub’, ich lieb’ Dich noch) –                                                   | — | — | — | — | — | Erstveröffentlichung: 1981                                                       |
| als Peter Schilling  | | | | | | |                                                                                  |
|                      | | | | | | |                                                                                  |
| 1982                 | Major Tom (völlig losgelöst) auch bekannt als: Major Tom (Coming Home) Fehler im System            | DE1 ×2Doppelplatin · (45 Wo.)DE | AT1 (18 Wo.)AT | CH1 (16 Wo.)CH | UK24 (8 Wo.)UK | US14 (22 Wo.)US | Erstveröffentlichung: November 1982 Verkäufe: + 6.000.000                        |
| 1983                 | Die Wüste lebt (Alarmsignal…) auch bekannt als: The Noah Plan oder El plan de Noe Fehler im System | DE7 (16 Wo.)DE | AT5 (2 Mt.)AT | CH10 (4 Wo.)CH | — | — | Erstveröffentlichung: 21. April 1983                                             |
| 1983                 | Fehler im System                                                                                   | — | — | — | — | — | Erstveröffentlichung: Juli 1983                                                  |
| 1984                 | Terra Titanic 120 Grad                                                                             | DE26 (18 Wo.)DE | — | — | — | — | Erstveröffentlichung: 19. April 1984                                             |
| 1984                 | Hitze der Nacht auch bekannt als: Chill of the Night 120 Grad                                      | DE46 (8 Wo.)DE | — | — | — | — | Erstveröffentlichung: September 1984                                             |
| 1985                 | Region 804 120 Grad                                                                                | — | — | — | — | — | Erstveröffentlichung: 1985                                                       |
| 1986                 | Ich vermisse dich auch bekannt als: All the Love I Need Das Beste von Peter Schilling              | DE32 (7 Wo.)DE | — | — | — | — | Erstveröffentlichung: 23. Mai 1986                                               |
| 1986                 | Alles endet bei dir Das Beste von Peter Schilling                                                  | — | — | — | — | — | Erstveröffentlichung: 28. November 1986                                          |
| 1988                 | The Different Story (World of Lust and Crime)                                                      | — | — | — | — | US61 (10 Wo.)US | Erstveröffentlichung: 1988                                                       |
| 1992                 | Zug um Zug Geheime Macht                                                                           | — | — | — | — | — | Erstveröffentlichung: 1992                                                       |
| 1992                 | Bild der Dunkelheit Geheime Macht                                                                  | — | — | — | — | — | Erstveröffentlichung: 1992                                                       |
| 1993                 | (Feuerglut…) Viel zu heiß Geheime Macht                                                            | — | — | — | — | — | Erstveröffentlichung: 1993                                                       |
| 1994                 | Major Tom ’94 –                                                                                    | DE29 (15 Wo.)DE | — | — | — | — | Erstveröffentlichung: 20. Mai 1994 mit Bomm-Bastic                               |
| 1994                 | Sonne, Mond und Sterne Raumnot 6 vs. 6                                                             | — | — | — | — | — | Erstveröffentlichung: 13. Dezember 1994                                          |
| 2003                 | Nichts so wie es scheint Raumnot 6 vs. 6                                                           | — | — | — | — | — | Erstveröffentlichung: 2003                                                       |
| 2003                 | Raumnot (Weisst Du was es heisst) Raumnot 6 vs. 6                                                  | — | — | — | — | — | Erstveröffentlichung: 13. Oktober 2003                                           |
| 2004                 | Retro Zeitsprung                                                                                   | — | — | — | — | — | Erstveröffentlichung: 2. August 2004                                             |
| 2004                 | Experiment Erde Zeitsprung                                                                         | — | — | — | — | — | Erstveröffentlichung: September 2004                                             |
| 2005                 | Weit weg Zeitsprung                                                                                | — | — | — | — | — | Erstveröffentlichung: 4. April 2005                                              |
| 2005                 | Der menschliche Faktor Zeitsprung                                                                  | — | — | — | — | — | Erstveröffentlichung: 2005                                                       |
| 2006                 | Es gibt keine Sehnsucht Das Prinzip Mensch                                                         | — | — | — | — | — | Erstveröffentlichung: 2. Juni 2006                                               |
| 2016                 | Potenzial unendlich Vis viva                                                                       | — | — | — | — | — | Erstveröffentlichung: 30. Dezember 2016                                          |
| 2019                 | Helium Vis viva                                                                                    | — | — | — | — | — | Erstveröffentlichung: 19. Juli 2019                                              |
| 2020                 | Willkommen in der Zukunft Vis viva                                                                 | — | — | — | — | — | Erstveröffentlichung: 10. April 2020                                             |
| 2020                 | Mechanik meines Herzens auch bekannt als: Mechanics of My Heart Vis viva                           | — | — | — | — | — | Erstveröffentlichung: 4. Dezember 2020                                           |
| 2021                 | Wyoming Syndrome Coming Home – 40 Years of Major Tom                                               | — | — | — | — | — | Erstveröffentlichung: 27. August 2021                                            |
| 2021                 | Alles an Dir auch bekannt als: All The Things You Are Vis viva                                     | — | — | — | — | — | Erstveröffentlichung: 15. Oktober 2021                                           |
| 2022                 | World Hold On Coming Home – 40 Years of Major Tom                                                  | — | — | — | — | — | Erstveröffentlichung: 17. November 2022                                          |
| 2023                 | The Promise Coming Home – 40 Years of Major Tom                                                    | — | — | — | — | — | Erstveröffentlichung: 20. Januar 2023                                            |
| 2023                 | Underwater Christmas –                                                                             | — | — | — | — | — | Erstveröffentlichung: 3. November 2023                                           |

### Als Gastmusiker
| Jahr | Titel Album                       | Höchstplatzierung, Gesamtwochen, AuszeichnungChartplatzierungen (Jahr, Titel, Album, Platzierungen, Wochen, Auszeichnungen, Anmerkungen) | Höchstplatzierung, Gesamtwochen, AuszeichnungChartplatzierungen (Jahr, Titel, Album, Platzierungen, Wochen, Auszeichnungen, Anmerkungen) | Höchstplatzierung, Gesamtwochen, AuszeichnungChartplatzierungen (Jahr, Titel, Album, Platzierungen, Wochen, Auszeichnungen, Anmerkungen) | Höchstplatzierung, Gesamtwochen, AuszeichnungChartplatzierungen (Jahr, Titel, Album, Platzierungen, Wochen, Auszeichnungen, Anmerkungen) | Höchstplatzierung, Gesamtwochen, AuszeichnungChartplatzierungen (Jahr, Titel, Album, Platzierungen, Wochen, Auszeichnungen, Anmerkungen) | Anmerkungen                                                               |
| Jahr | Titel Album                       | DE | AT | CH | UK | US | Anmerkungen                                                               |
| ---- | --------------------------------- | --- | --- | --- | --- | --- | ------------------------------------------------------------------------- |
| 2000 | Major Tom 2000/Völlig losgelöst – | DE83 (1 Wo.)DE | — | — | — | — | Erstveröffentlichung: 25. Februar 2000 Ground Control vs. Peter Schilling |

## Musikvideos
| Jahr | Titel                                         | Regie             |
| ---- | --------------------------------------------- | ----------------- |
| 1982 | Major Tom (völlig losgelöst)                  |                   |
| 1983 | Major Tom (Coming Home)                       | Peter Sinclair    |
| 1989 | The Different Story (World of Lust and Crime) |                   |
| 1994 | Major Tom ’94                                 |                   |
| 1994 | Sonne, Mond und Sterne                        | Oliver Sommer     |
| 2020 | Die Wüste lebt                                | Timo Sonnenschein |
| 2020 | Mechanik meines Herzens                       |                   |
| 2020 | Mechanik meines Herzens (Phil theBeat Remix)  | Timo Sonnenschein |
| 2021 | Mechanics of My Heart                         |                   |
| 2023 | The Promise                                   |                   |

## Autorenbeteiligungen
Peter Schilling als Autor in den Charts

| Jahr | Titel Interpretation                                   | Höchstplatzierung, Gesamtwochen, AuszeichnungChartplatzierungen (Jahr, Titel, Interpretation, Platzierungen, Wochen, Auszeichnungen, Anmerkungen) | Höchstplatzierung, Gesamtwochen, AuszeichnungChartplatzierungen (Jahr, Titel, Interpretation, Platzierungen, Wochen, Auszeichnungen, Anmerkungen) | Höchstplatzierung, Gesamtwochen, AuszeichnungChartplatzierungen (Jahr, Titel, Interpretation, Platzierungen, Wochen, Auszeichnungen, Anmerkungen) | Höchstplatzierung, Gesamtwochen, AuszeichnungChartplatzierungen (Jahr, Titel, Interpretation, Platzierungen, Wochen, Auszeichnungen, Anmerkungen) | Höchstplatzierung, Gesamtwochen, AuszeichnungChartplatzierungen (Jahr, Titel, Interpretation, Platzierungen, Wochen, Auszeichnungen, Anmerkungen) | Anmerkungen                         |
| Jahr | Titel Interpretation                                   | DE | AT | CH | UK | US | Anmerkungen                         |
| ---- | ------------------------------------------------------ | --- | --- | --- | --- | --- | ----------------------------------- |
| 2009 | Major Tom (Coming Home) Shiny Toy Guns                 | — | — | — | — | US97 (1 Wo.)US | Erstveröffentlichung: 5. Mai 2009   |
| 2024 | Major Tom (völlig losgelöst) MXM feat. Chris van Dutch | DE62 (4 Wo.)DE | — | — | — | — | Erstveröffentlichung: 4. April 2024 |

## Hörbücher
| Jahr | Titel Verlag                                                                | Anmerkungen                                                 |
| ---- | --------------------------------------------------------------------------- | ----------------------------------------------------------- |
| 2018 | Der kleine Major Tom: Völlig losgelöst Tessloff Verlag                      | Erstveröffentlichung: 24. Januar 2018 mit Bernd Flessner    |
| 2018 | Der kleine Major Tom – Band 2: Rückkehr zur Erde Tessloff Verlag            | Erstveröffentlichung: 24. Januar 2018 mit Bernd Flessner    |
| 2018 | Der kleine Major Tom – Band 3: Die Mondmission Tessloff Verlag              | Erstveröffentlichung: 24. Januar 2018 mit Bernd Flessner    |
| 2018 | Der kleine Major Tom – Band 4: Kometengefahr Tessloff Verlag                | Erstveröffentlichung: 24. Januar 2018 mit Bernd Flessner    |
| 2018 | Der kleine Major Tom – Band 5: Gefährliche Reise zum Mars Tessloff Verlag   | Erstveröffentlichung: 13. Juni 2018 mit Bernd Flessner      |
| 2018 | Der kleine Major Tom – Band 6: Abenteuer auf dem Mars Tessloff Verlag       | Erstveröffentlichung: 13. Juni 2018 mit Bernd Flessner      |
| 2018 | Der kleine Major Tom – Band 7: Außer Kontrolle! Tessloff Verlag             | Erstveröffentlichung: 1. Oktober 2018 mit Bernd Flessner    |
| 2018 | Der kleine Major Tom – Band 8: Verloren im Regenwald Tessloff Verlag        | Erstveröffentlichung: 1. Oktober 2018 mit Bernd Flessner    |
| 2019 | Der kleine Major Tom – Band 9: Im Bann des Jupiters Tessloff Verlag         | Erstveröffentlichung: 29. März 2019 mit Bernd Flessner      |
| 2019 | Der kleine Major Tom – Band 10: Im Sog des Schwarzen Lochs Tessloff Verlag  | Erstveröffentlichung: 19. Juni 2019 mit Bernd Flessner      |
| 2020 | Der kleine Major Tom – Band 11: Wer rettet Ming und Hu? Tessloff Verlag     | Erstveröffentlichung: 30. März 2020 mit Bernd Flessner      |
| 2020 | Der kleine Major Tom – Band 12: Plutinchen in Gefahr Tessloff Verlag        | Erstveröffentlichung: 29. Juni 2020 mit Bernd Flessner      |
| 2021 | Der kleine Major Tom – Band 13: Die Wüste lebt Tessloff Verlag              | Erstveröffentlichung: 25. Januar 2021 mit Bernd Flessner    |
| 2021 | Der kleine Major Tom – Band 14: Abenteuer im brennenden Eis Tessloff Verlag | Erstveröffentlichung: 28. Juni 2021 mit Bernd Flessner      |
| 2022 | Der kleine Major Tom – Band 15: SOS im Venusnebel Tessloff Verlag           | Erstveröffentlichung: 4. April 2022 mit Bernd Flessner      |
| 2022 | Der kleine Major Tom – Band 16: Fehler im System Tessloff Verlag            | Erstveröffentlichung: 5. Oktober 2022 mit Bernd Flessner    |
| 2023 | Der kleine Major Tom – Band 17: Rettungsmission zum Pluto Tessloff Verlag   | Erstveröffentlichung: 27. März 2023 mit Bernd Flessner      |
| 2023 | Der kleine Major Tom – Band 18: Geheimnis in der Tiefe Tessloff Verlag      | Erstveröffentlichung: 25. September 2023 mit Bernd Flessner |
| 2024 | Der kleine Major Tom – Band 19: Die Dinos greifen an! Tessloff Verlag       | Erstveröffentlichung: 26. Februar 2024 mit Bernd Flessner   |

## Promoveröffentlichungen
| Jahr | Titel Album                     | Anmerkungen                                  |
| ---- | ------------------------------- | -------------------------------------------- |
| 1976 | Wenn der Teekessel singt –      | Erstveröffentlichung: 1976 mit Oliver Peters |
| 1983 | Only Dreams Error in the System | Erstveröffentlichung: 1983                   |

## Sonderveröffentlichungen

### Alben
| Jahr | Titel Musiklabel                                          | Anmerkungen                                                       |
| ---- | --------------------------------------------------------- | ----------------------------------------------------------------- |
| 1985 | Major Tom – Völlig losgelöst Europa (Europa)              | Erstveröffentlichung: 1985 Label-Veröffentlichung                 |
| 1996 | Major Tom Compass Records (CBU)                           | Erstveröffentlichung: 1996 Label-Veröffentlichung                 |
| 2001 | Portrait WSM Records (WMG)                                | Erstveröffentlichung: 2001 Teil der „Portrait“-Reihe              |
| 2004 | Zeitsprung / Retrospektive DA Music (DA)                  | Erstveröffentlichung: 2004 Teil der „2-in-1“-Reihe                |
| 2008 | Error in the System / Fehler im System Wounded Bird (WOU) | Erstveröffentlichung: 11. November 2008 Teil der „2-CD-Set“-Reihe |
| 2012 | Things to Come / 120 Grad Wounded Bird (WOU)              | Erstveröffentlichung: 21. Februar 2012 Teil der „2-CD-Set“-Reihe  |
| 2015 | My Star DA Music (DA)                                     | Erstveröffentlichung: 27. Februar 2015 Teil der „My-Star“-Reihe   |

### Lieder
| Jahr | Titel Album                            | Anmerkungen                                                                 |
| ---- | -------------------------------------- | --------------------------------------------------------------------------- |
| 2005 | Into Forever Ride on Time              | Erstveröffentlichung: 13. Juni 2005 Mysterio meets Peter Schilling          |
| 2017 | Terra Titanic Lockermachen durchfedern | Erstveröffentlichung: 29. Dezember 2017 Stereoact feat. Peter Schilling     |
| 2018 | Major Tom (Live) 40 Jahre Rock‘n’Roll  | Erstveröffentlichung: 2. März 2018 Spider Murphy Gang feat. Peter Schilling |

| Jahr | Titel Album                                                           | Anmerkungen                                                 |
| ---- | --------------------------------------------------------------------- | ----------------------------------------------------------- |
| 1984 | Wooden Heart Hallo Elvis – Die deutschen Popstars feiern eine Legende | Erstveröffentlichung: Dezember 1984 Original: Elvis Presley |

| Jahr | Titel Soundtrack zu                         | Anmerkungen                             |
| ---- | ------------------------------------------- | --------------------------------------- |
| 2015 | Major Tom (völlig losgelöst) Deutschland 83 | Erstveröffentlichung: 27. November 2015 |
| 2017 | Major Tom (völlig losgelöst) Atomic Blonde  | Erstveröffentlichung: 21. Juli 2017     |

## Statistik

### Chartauswertung
Die folgenden Aufstellungen bieten eine Übersicht der Charterfolge von Peter Schilling in den Album- und Singlecharts. Es ist zu beachten, dass bei den Singles nur Interpretationen und keine Autorenbeteiligungen berücksichtigt wurden.
|                     | DE    | AT    | CH    | UK    | US    |
| ------------------- | ----- | ----- | ----- | ----- | ----- |
| Nummer-eins-Alben   | DE—DE | AT—AT | CH—CH | UK—UK | US—US |
| Top-10-Alben        | DE1DE | AT1AT | CH—CH | UK—UK | US—US |
| Alben in den Charts | DE4DE | AT1AT | CH—CH | UK—UK | US1US |

|                       | DE    | AT    | CH    | UK    | US    |
| --------------------- | ----- | ----- | ----- | ----- | ----- |
| Nummer-eins-Singles   | DE1DE | AT1AT | CH1CH | UK—UK | US—US |
| Top-10-Singles        | DE2DE | AT2AT | CH2CH | UK—UK | US—US |
| Singles in den Charts | DE7DE | AT2AT | CH2CH | UK1UK | US2US |

### Auszeichnungen für Musikverkäufe
| Goldene Schallplatte - Kanada - 1984: für das Album Error in the System - 1984: für die Single Major Tom (Coming Home) |

Anmerkung: Auszeichnungen in Ländern aus den Charttabellen bzw. Chartboxen sind in ebendiesen zu finden.
| Land/RegionAuszeichnungen für Musikverkäufe (Land/Region, Auszeichnungen, Verkäufe, Quellen) | Gold     | Platin     | Verkäufe  | Quellen           |
| -------------------------------------------------------------------------------------------- | -------- | ---------- | --------- | ----------------- |
| Deutschland (BVMI)                                                                           | Gold1    | 2× Platin2 | 1.250.000 | musikindustrie.de |
| Kanada (MC)                                                                                  | 2× Gold2 | —          | 100.000   | musiccanada.com   |
| Insgesamt                                                                                    | 3× Gold3 | 2× Platin2 |           |                   |